# Врбенский, Богуслав
Богуслав Врбенский (чеш. Bohuslav Vrbenský; 29 марта 1882, дер. Опочнице Австро-Венгрия (ныне район Нимбурк, Среднечешского края Чешской Республики) — 25 ноября 1944, Москва, СССР) — чешский государственный и политический деятель, журналист, врач.

## Биография
Обучался на медицинском факультете Карлова университета в Праге. В 1904—1906 годах — председатель Союза чешских студентов. До начала Первой мировой войны участвовал в движении чешских анархо-коммунистов, был одним из основателей Федерации чешских анархистов. Во время войны в 1914—1917 годах был интернирован австрийскими властями.
В апреле 1918 года под его влияние большинство чешских анархистов перешло в Чешскую национально-социальную партию.
С 1918 по 1920 год входил в состав Революционного национального собрания Чехословакии. На парламентских выборах 1920 года был избран депутатом Палаты Депутатов
Национального Собрания парламента Чехословацкой Республики
от национал-социалистов. Занимал пост председателя депутатского клуба.
Также много раз занимал важные правительственные дпосты. С 1918 по 1919 год — министром продовольствия в правительстве Карела Крамаржа, в 1920 году был министром общественных работ во втором правительстве Властимила Тусара, с 1921 по 1922 год занимал пост министра общественного здравоохранения и физического воспитания в правительстве Эдварда Бенеша, участвовал в создании и разработке концепции развития Государственного института здравоохранения Чехословацкой Республики.
В 1923 году, вместе с другими бывшими анархистами и депутатами от компартии, голосовал в Национальном Собрании против защиты буржуазной республики, за что был исключен из партии вместе с рядом товарищей и лишён парламентского мандата.
С 1923 года стал лидером созданной Независимой социалистической рабочей партии Чехословакии. До 1925 года — председатель партии.
В 1925 году присоединился к Коммунистической партии Чехословакии.
В 1934—1939 гг. был председателем Общества друзей СССР. В 1938—1939 годах занимал пост заместителя мэра Праги.
Вскоре после начале нацистской оккупации страны, был арестован и заключён в тюрьму. После освобождения эмигрировал в СССР, где тесно сотрудничал с группой К. Готвальда.
С января 1942 года был членом Чехословацкого государственного эмиграционного совета в Лондоне, членом Чехословацкой военной миссии в Москве, делегатом Чехословацкого Красного Креста в СССР. Участвовал в строительстве чехословацких частей в СССР (1-го чехословацкого отдельного пехотного батальона). Майор.